# 엔에이피 (밴드)
엔에이피 (NAP : Negative and Positive, 1999-2005)
한국의 혼성 4인조 밴드.
인간의 양면성(Negative와 Positive), 인간의 고통 등을 즐거운 음악과 
외양 속에 감추어 표현함.
1998년 피노키오 멤버 오디션에서 만난 김서진(기타 SEOJIN)와 이채루(보컬 SAIRING)에 의해 새 멤버로 결성하여 라이너스의 담요의 강민성, Repair Shop의 박연현 등을 거쳐 김선희(베이스 SUNNY), 장기훈 (드럼 SINA)으로 활동하였다.
인간의 내면을 심도깊게 표현한 가사와 동화적인 멜로디와 특색있는 음악으로 상당한 매니아층을 형성하였다.

## 발매 앨범
- Negative and Positive 2001년
- Happy Salad 2002년
- Never& (네버랜드) 2004년